# 川下り

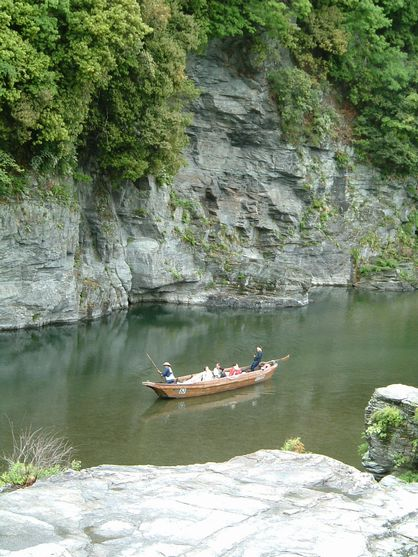
長瀞渓谷ライン下り

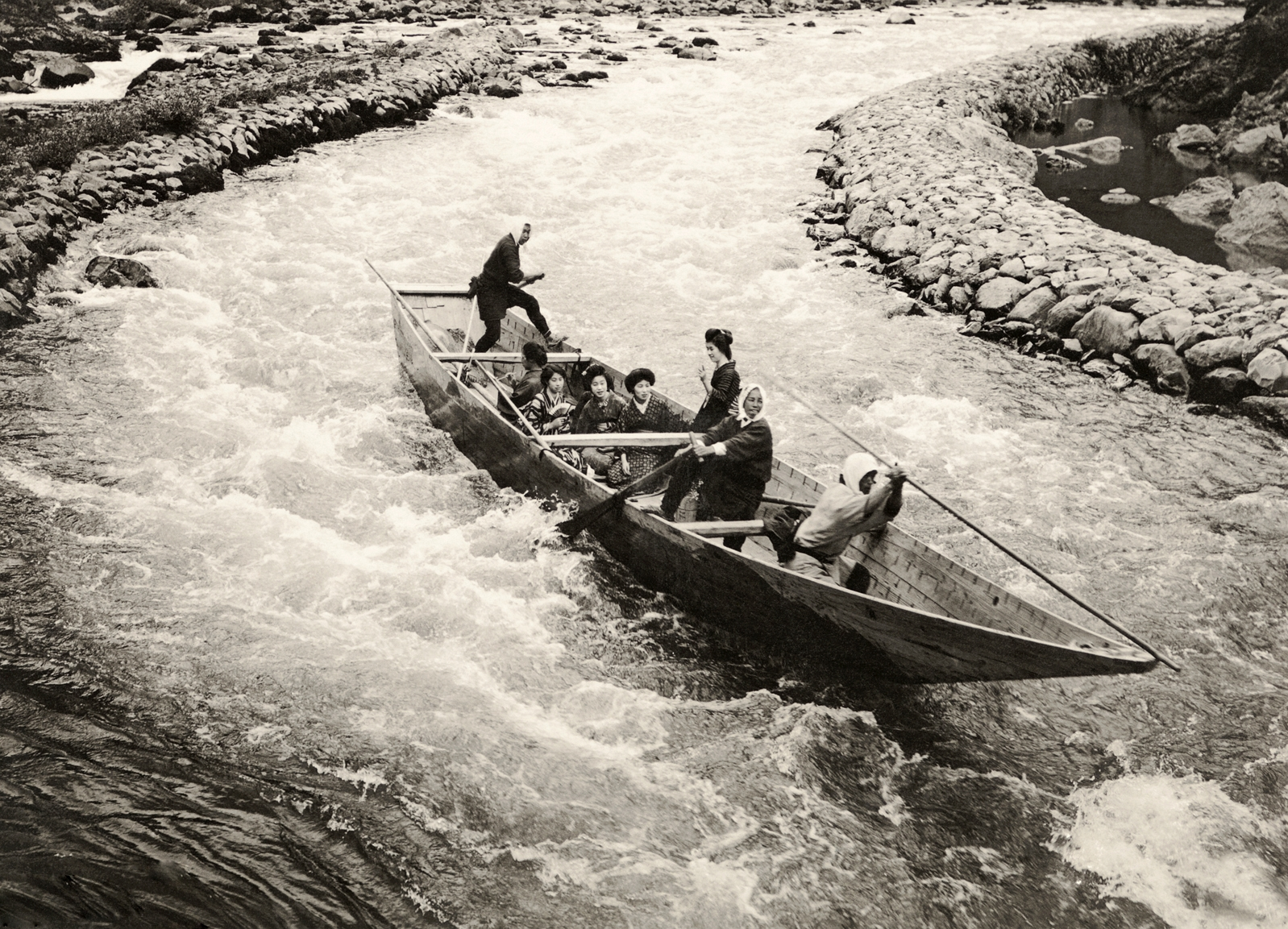
大正時代の川下り。1921年撮影

川下り（かわくだり）とは川を下ることであり、上流から下流へと、船・カヤック・筏などで、水の流れとともに移動することである。

## 概説
川下りにはいくつかのタイプがある。
かつて日本で林業が非常に盛んだったころ、「川下り」という言葉は、道路も十分整備されていない山で材木を切り出し、それを運搬するために筏（いかだ）に組み、人がそれに乗り川を下ることを指すことも多かったが、林業が衰退した近年の日本ではその意味で用いることは稀になった。
現在では「川下り」には、船頭の操る小舟に乗って川を下り景色と添乗員による話やパフォーマンスを楽しむタイプと、アウトドア活動やスポーツとして自然とのふれあいやチームワークを楽しむタイプがある。
前者は全国の川のある景勝地・観光地で行われており、たいてい有料である。
観光好きの中高年層にとっては、「川下り」はこれを指すことが多い。
後者には様々なスタイルがあり、カヤックやカヌーなどの一人もしくは二人程度でボートを操縦するものや、6～8人乗りのゴムボートを使ったラフティングと呼ばれる激流下りもある。これらの自力でパドルを操って川を下るものの他、ボートなどのツールを使わずに川の流れに乗ったり滝つぼに飛び込むキャニオニングと呼ばれるスポーツも近年若者を中心にプレイされており、商業化された体験ツアーのほか、競技会なども開かれている。

## 観光の川下り（船頭付き）

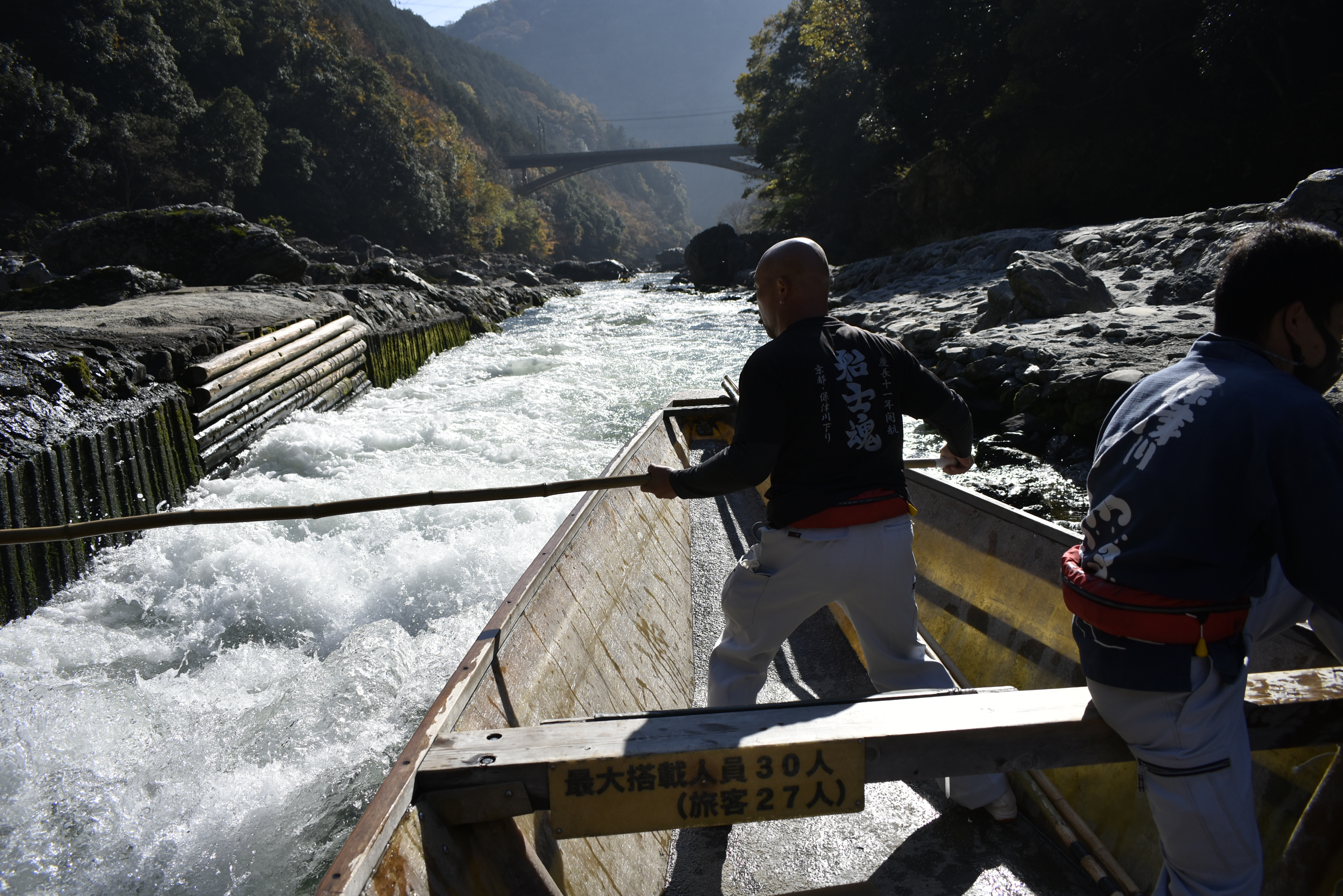
保津川下り

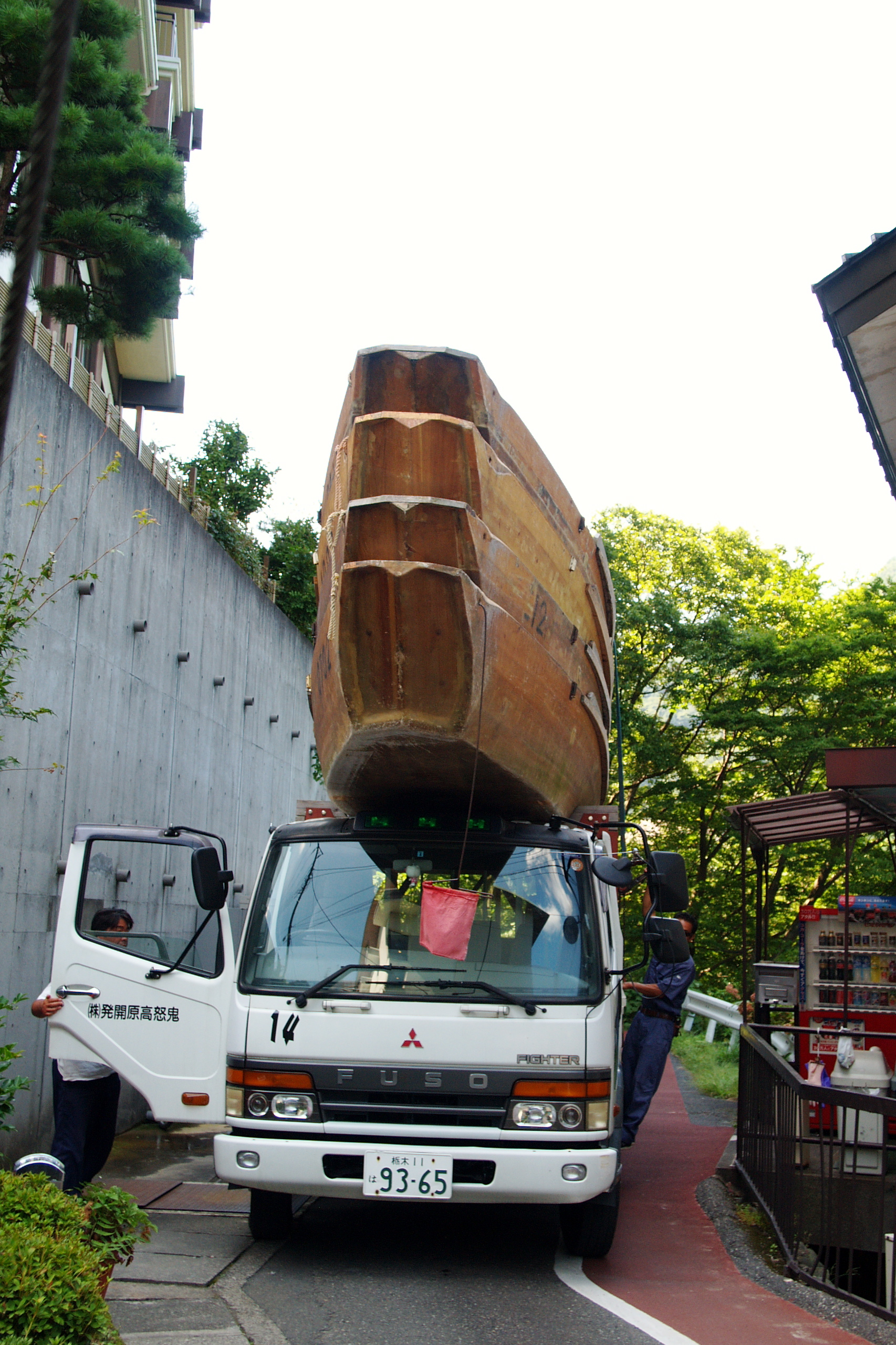
鬼怒川ライン下りの輸送

### 日本の主な川下り
- げいび渓舟下り － 砂鉄川
- 芭蕉ライン船下り － 最上川
- 阿賀野川ライン舟下り － 阿賀野川
- 阿武隈ライン舟下り － 阿武隈川
- 鬼怒川ライン下り － 鬼怒川
- 長瀞ライン下り － 荒川
- 隅田川ライン下り（東京水辺ライン下り） － 隅田川
- 只見川ライン下り － 只見川
- 富士川下り － 富士川
- 天竜ライン下り・天竜舟下り － 天竜川
- 日本ライン下り － 木曽川
- 保津川下り － 保津川
- 球磨川下り － 球磨川
- 柳川市掘割　川下り － 矢部川水系

### ライン下り
日本国内の川下りのうち「ライン下り」と名の付くものがある。もともとは、ドイツのライン川を下ることを「ライン下り」と言い、ライン川でない日本の川を下るのに、「ライン下り」というのは誤用だが、志賀重昂が美濃加茂市から犬山市までの木曽川の渓谷の風景がヨーロッパ中部を流れるライン川に似ていることからこの渓谷に「日本ライン」と命名したため、この渓谷の川下りに「日本ライン下り」の名前がついた。
その後、「ライン下り」とは船で渓谷を下る川下りの代名詞のようになり、各地の同様ものに「ライン下り」の名がつけられていった。

#### 歌曲ローレライ
- 作詞 － ハインリヒ・ハイネ
- 作曲 － フレードリヒ・ジルヒャー
- 日本語訳詞 － 近藤朔風

「ローレライ」は、ライン川沿岸のザンクト・ゴアール近くにある岸壁で、その近辺は川幅が狭く、岩礁もあって流れも乱れており、19世紀頃までは、船が座礁する難所であった。魔女伝説があり、ローレライにたたずむ金色の櫛を持った美しい少女に船頭が魅せられると、川の渦の中に飲み込まれてしまう、というもので、歌曲ローレライは難破の悲哀とこの伝説を歌ったもの。

## カヤック・カヌーでの川下り

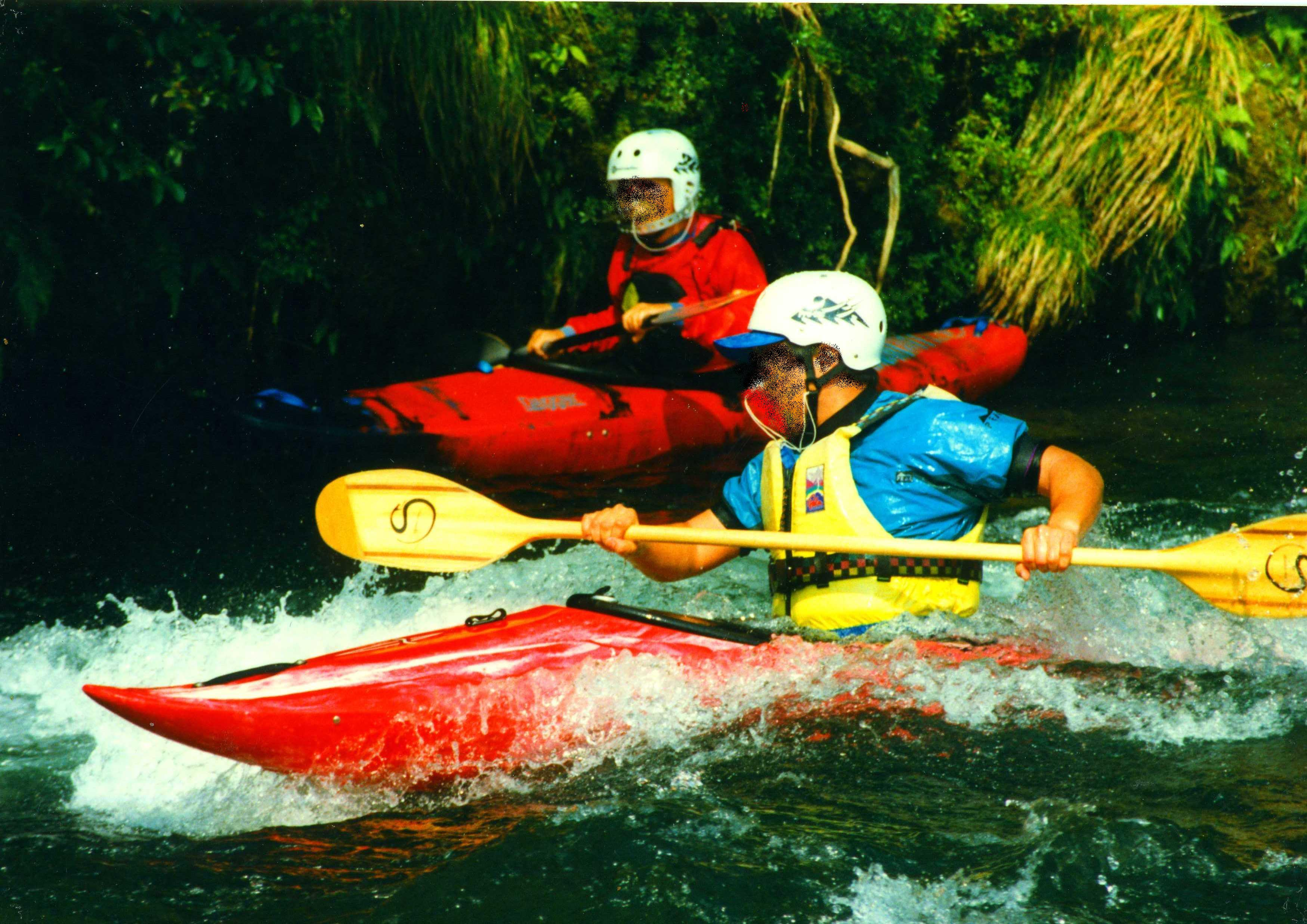
リバーカヤック リジッドタイプカヤック

激流を短時間下る楽しみ方から、テントなどキャンプ道具を積んで海外の大河をのんびりと数週間かけて下る楽しみ方まで、様々なバリエーションがある。熱狂的なファンも多く、中には川下りをなかばライフスタイルのようにしている人もいる。
かつて日本では川下りを快適に楽しめる魅力溢れる川が非常に多かったが、ダムや水門等の建設により、そのような川の数はかなり減ってきてしまっている。

## 参照項目
- 河川舟運
- 河川クルーズ

### 関連書
- 野田知佑『日本の川を旅する―カヌー単独行』新潮文庫、1985、ISBN 4101410011
- William J. Nealy『カヤック―カヌー乗り必携! イラストで見る究極の川下りマニュアル』山海堂, 1993, ISBN 4381101960